# 马跃祥
马跃祥（1964年5月—），男，回族，青海西宁人，中华人民共和国政治人物。现任青海省政协副主席，西宁市政协副主席，青海省伊斯兰协会会长，东关清真大寺阿訇。